# Germanium(II)-iodid
Germanium(II)-iodid (GeI2) ist eine anorganische chemische Verbindung des Germaniums aus der Gruppe der Iodide.

## Gewinnung und Darstellung
Germanium(II)-iodid kann durch Reaktion von Germanium(IV)-iodid in Iodwasserstoffsäure mit Phosphinsäure und Wasser gewonnen werden.
{\displaystyle \mathrm {GeI_{4}+H_{2}O+H_{3}PO_{2}\longrightarrow GeI_{2}+H_{3}PO_{3}+2\ HI} }
Ebenfalls möglich ist die Darstellung durch Reaktion von Germanium(II)-sulfid oder Germanium(II)-oxid mit Iodwasserstoffsäure bzw. aus Germanium mit Iod bei 200 – 400 °C.
{\displaystyle \mathrm {GeO+2\ HI\longrightarrow GeI_{2}+H_{2}O} }
{\displaystyle \mathrm {GeS+2\ HI\longrightarrow GeI_{2}+H_{2}S} }
Weitere Darstellungsmöglichkeiten sind:
{\displaystyle \mathrm {HGeCl_{3}+3\ HI\longrightarrow HGeI_{3}+HCl} }
{\displaystyle \mathrm {HGeI_{3}\longrightarrow GeI_{2}+HI} }

## Eigenschaften
Germanium(II)-iodid ist ein gelber kristalliner Feststoff, der in trockener Luft bei Raumtemperatur beständig ist, jedoch in Gegenwart von Feuchtigkeit langsam zu Germanium(II)-hydroxid hydrolysiert. Er ist unlöslich in Kohlenwasserstoffen, aber wenig löslich in Chloroform und Tetrachlormethan. Die Verbindung besitzt eine Kristallstruktur des Polytyps 2H des Cadmiumiodid-Typs (a = 413 pm; c = 679 pm). Sie disproportioniert bei 550 °C in Germanium(IV)-iodid und Iod. Mit Ethin reagiert sie zu einem dimeren Komplex mit zyklischer Struktur.

## Verwendung
Germanium(II)-iodid bildet stabile ionische Addukte mit Carbenen. Es wird auch in der Elektronikindustrie zur Herstellung von Germaniumschichten per Epitaxie durch Disproportionierung verwendet.